# Orvieto
Orvieto is een stad in het zuiden van de Italiaanse regio Umbrië (provincie Terni).
De stad, gebouwd op een plateau van vulkanische tufsteen dat als natuurlijke vesting bij uitstek al in de Etruskische tijd (800-100 v.Chr.) bewoond was, kijkt uit over landschappen met wijngaarden.
Voor de bouw van de vele monumentale gebouwen zijn eeuwenlang stenen uit het plateau gehaald. Daardoor ontstonden vele onderaardse gangen en gewelven, die nu toeristische bezienswaardigheden zijn geworden.

## Geschiedenis
Naar alle waarschijnlijkheid is Orvieto (uit het Latijn: urbs vetus = oude stad) ontstaan op de site van de oude Etruskische stad Volsinii. In de derde eeuw v.Chr. werd het door de Romeinen veroverd. Zoals in veel plaatsen in Umbrië werd in de twaalfde/dertiende eeuw de macht gegrepen door de 'popolo', het volk, en voerde Orvieto een oorlog met de stadstaten Siena, Perugia, Todi en Viterbo. Intern werd ze verscheurd door de strijd tussen de Welfen en de Ghibellijnen, hoewel de stad overwegend pausgezind was. In het midden van de veertiende eeuw werd de stad daarom onder pauselijk toezicht geplaatst, en een eeuw later zelfs bij de Kerkelijke Staat ingelijfd. In de zestiende eeuw was Orvieto enkele jaren de residentie van paus Clemens VII, na de Sacco di Roma. Pas in de tweede helft van de twintigste eeuw werd de ingeslapen stad door het toerisme levendiger.

## Bezienswaardigheden

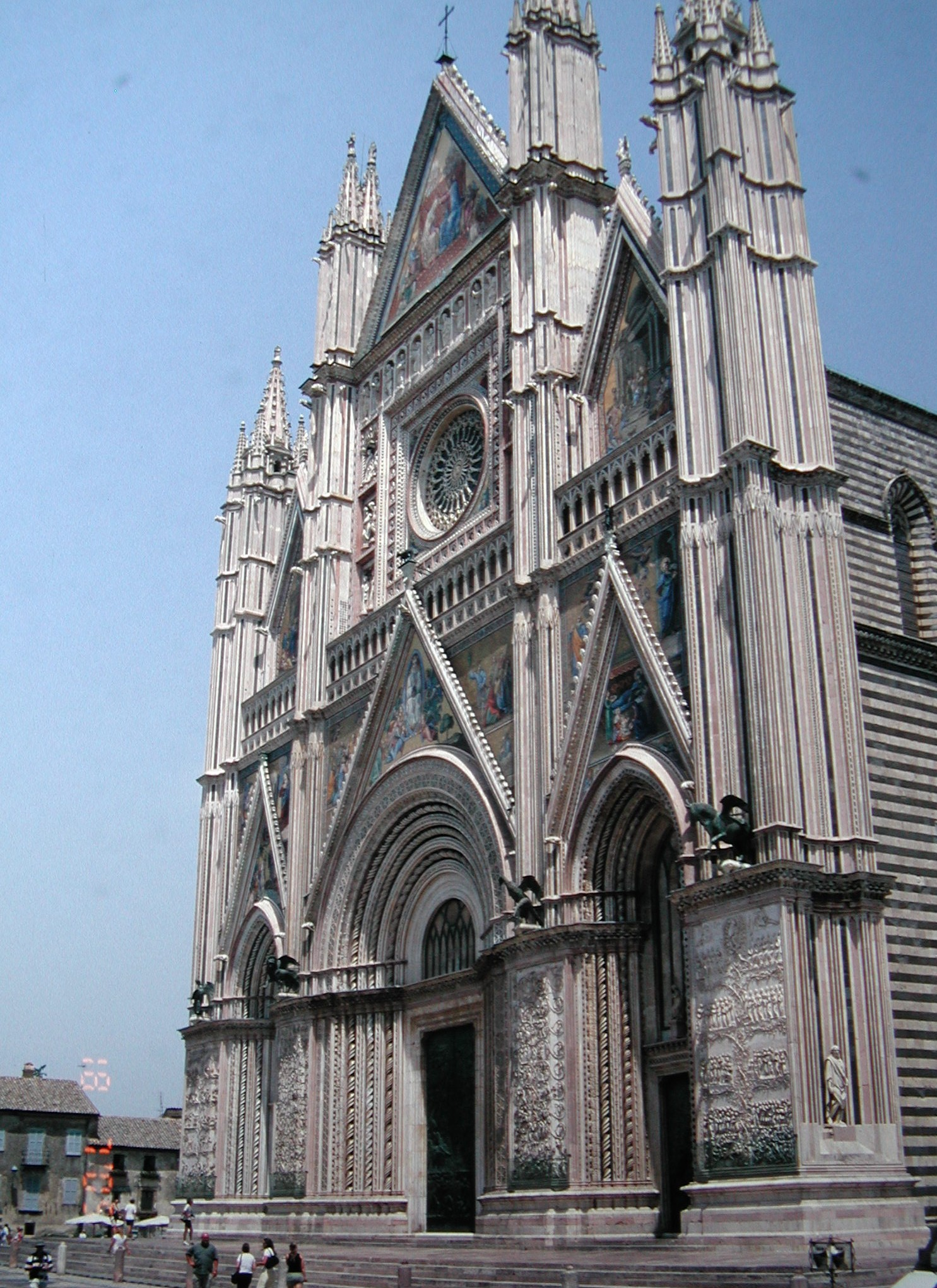
De Duomo di Orvieto

Het voornaamste gebouw van Orvieto is de kathedraal (Duomo di Orvieto), gebouwd tussen het eind van de dertiende en de vijftiende eeuw. De opdracht tot de bouw is in 1263 gegeven door paus Urbanus IV, nadat het wonder van Bolsena zich had voorgedaan. Het schip van de kerk is gebouwd in romaanse stijl met horizontale zwart-witte banden zoals in Siena en Florence. In 1310 werd de Sienese architect Lorenzo Maitani aangetrokken, die de voorgevel in een revolutionair gotische stijl liet bouwen met een mengeling van vrolijke kleuren die samen met het expressieve werk van de beeldhouwkunstenaars (waarvan hij zelf niet de minste was) een ongewoon resultaat opleveren. Het interieur van de Duomo is majestueus, kleurig en licht, en bevat omvangrijke fresco's van Luca Signorelli, die een voorafschaduwing zijn van het werk van Michelangelo. Signorelli heeft hierin ook een dubbelportret van hemzelf met zijn collega Fra Angelico opgenomen, die eveneens korte tijd aan deze kerk heeft gewerkt. Ook bevindt zich in de kathedraal een reliekhouder met een linnen doek met bloed toegeschreven aan het wonder van Bolsena.
Vanaf de 42 meter hoge romaanse Torre del Moro is het mogelijk de wijde omgeving van de stad te overzien, tot aan de ingeslapen vulkaan Monte Amiata toe, 400.000 jaar geleden de bron van het plateau van tufsteen waarop Orvieto gelegen is. Het twaalfde-eeuwse Palazzo del Popolo houdt het midden tussen een kasteel en een feestzaal. Naast de resten van een Etruskische tempel ligt een ingenieus geconstrueerde, 62 meter diepe waterput uit de tijd van paus Clemens VII (1528), waarin de schacht wordt omcirkeld door een heenweg en een terugweg, zodat de ezels die het water naar boven moesten brengen de weer naar beneden lopende ezels niet in de weg liepen. De verbinding tussen de stad en het diep daaronder gelegen treinstation wordt onderhouden door een tandradbaan, die de 180 meter hoogteverschil in vijf minuten overbrugt.
Ook zijn in Orvieto verschillende musea te bezoeken met kostbaarheden uit Orvieto en omstreken. Het Museum Claudio Faina heeft een uitgebreide collectie Etruskische kunst, voornamelijk grafvondsten uit Orvieto en directe omgeving. Het Museo Emilio Greco toont een grote collectie sculpturen van de Italiaanse beeldhouwer Emilio Greco.

## Geboren
- François-Etienne Dulci (?-1624), Dominicaan en aartsbisschop van Avignon
- Stefano Tilli (1962), sprinter
- Luca Coscioni (1967), politicus